# Falansterio

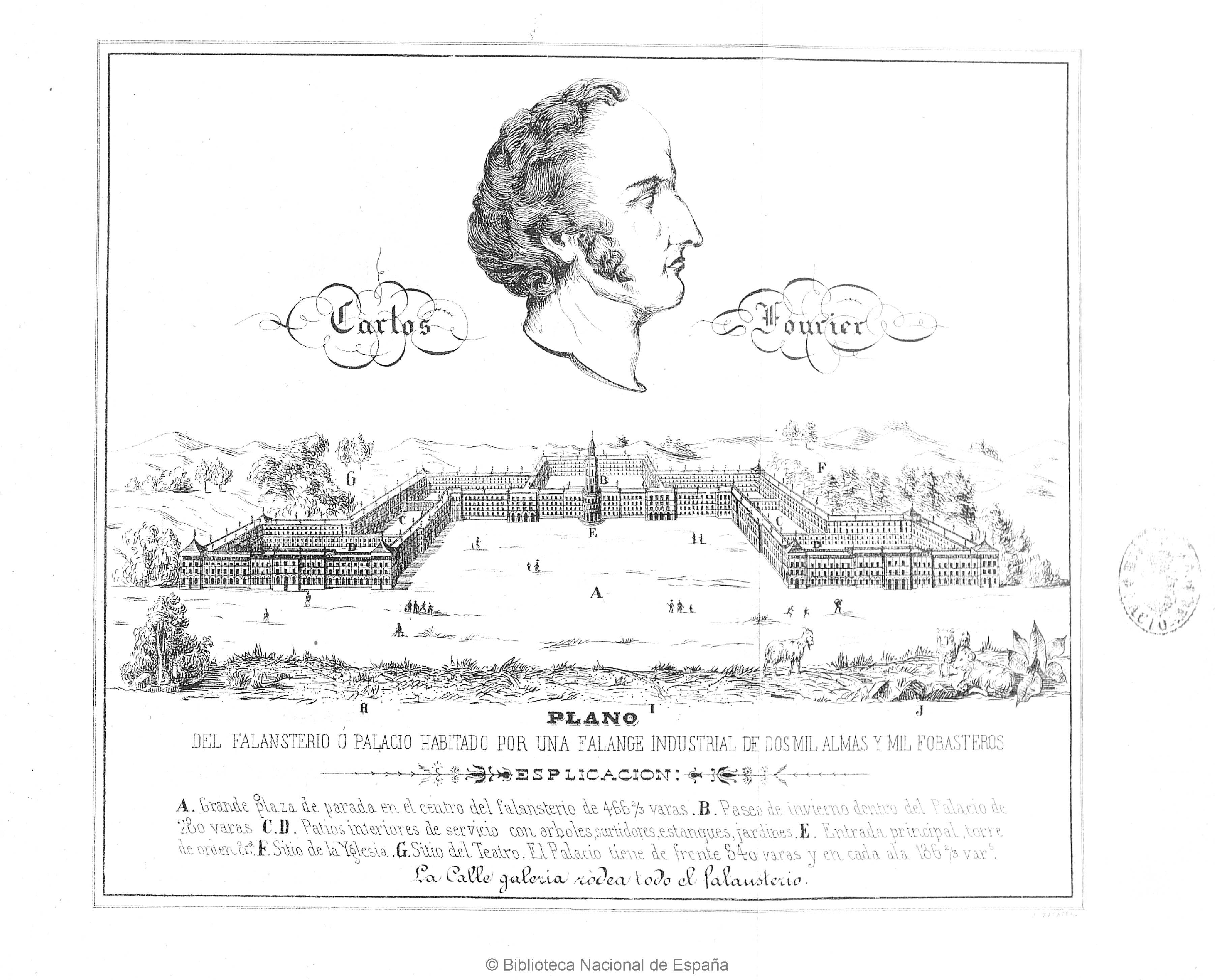
Ilustración del «Falansterio» de Charles Fourier para 3000 personas (BNE).

El falansterio o falange es la comunidad de producción, consumo y residencia teorizada por el socialista utópico francés Charles Fourier como base de su sistema social igualitarista. Eran de carácter agrícola y estaban formados por grupos de 1.620 personas. En estas comunidades la competitividad económica era abolida, no había salarios ni propiedad privada.
Se fundaban en la idea de que cada individuo trabajaría de acuerdo con sus pasiones y no existiría un concepto abstracto y artificial de propiedad, privada o común. Todos los individuos participarían de la propiedad de la tierra y los medios de producción.

## Fases hacia el Falansterio

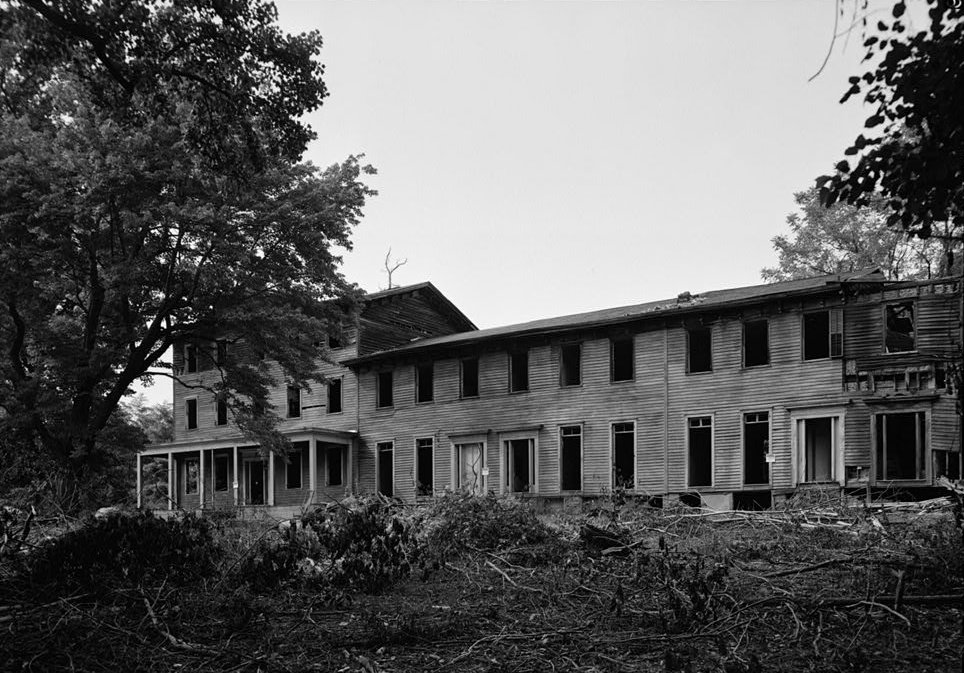
Falansterio en el Condado de Monmouth, Nueva Jersey, EE. UU.

Fourier afirmaba que el progreso de la humanidad sería a través de siete fases que llevarían a la armonía definitiva: la confusión, el salvajismo, el patriarcado y la barbarie eran las primeras; el período contemporáneo a su época era la fase de la civilización, la cual se caracterizaba por la anarquía individual y era una etapa de transición hasta llegar a los últimos estados, el garantismo (sexta fase) y la armonía (séptima).

### El Garantismo
Esta fase tendría el objetivo de superar el desorden y la anarquía de las ciudades de la época, pero no llegaría aún a la fase ideal. La ciudad garantista estaría formada por tres coronas concéntricas: la primera contiene la ciudad comercial y administrativa (central), la ciudad industrial alrededor de la primera (arrabales) y en la periferia la ciudad agrícola (suburbio). La densidad de lo construido iría decreciendo desde el centro hacia afuera. Es decir que, en la primera corona la superficie libre será igual a la ocupada, en la segunda, el doble y en la tercera, el triple.
Con el Garantismo comenzará el verdadero progreso -material, moral y amoroso- que culminará en la Armonía, con el Falansterio como unidad armónica.

### La Armonía
La fase armónica sería la última, en la que los seres humanos habrían erradicado por fin las injusticias, el sufrimiento, y alcanzado, todos, la particular forma de dicha a la que aspiraban.
Acerca del papel de la arquitectura sostenía que: "A la arquitectura le fue dado un papel como agente del cambio social". Al alcanzar la fase de la Armonía, la falange o el falansterio sería el edificio pabellonario que representaría el logro de la arquitectura como unidad social. Para Fourier, la vida y la propiedad deben estar completamente colectivizadas:
"Si existe unidad en el sistema del universo, deberá existir también una teoría de la armonía geométrica en el mundo social así como para el mundo material."

## Organización
El Falansterio es el edificio colectivo mixto de producción y residencia. Estaría conformado por trescientas a cuatrocientas familias, unas mil ochocientas personas, que reemplazarían a la familia como la institución básica de la organización social. 
Esta sociedad se iría formando de manera gradual, voluntaria y pacífica.  Cada persona podría decidir libremente y cuando quisiera si quería pertenecer o retirarse del establecimiento. La Falange no obedecía un patrón único, que se reproduciría de forma repetitiva, sino que variaría según las preferencias de sus habitantes con el objetivo de crear un espacio estimulante, en donde el trabajo fuera una fuente de diversión y placer y no un elemento opresivo. La agricultura sería el eje principal para el trabajo y el abastecimiento. Los miembros del Falansterio consumirían lo que ellos mismos producirían. Los trabajos serían de libre elección, según el rol que quisiera desempeñar cada persona, y rotativos, para que nunca resultaran tareas aburridas.
El edificio estaría conformado por un espacio central destinado a las funciones públicas, como comedores, salas de estudio, biblioteca y lugares para asambleas. Una de las alas contendría espacios ruidosos y grandes salas especializadas, tales como talleres de carpintería y cocinas, mientras que en la otra se ubicarían los baños y los lugares de relaciones con personas ajenas. Contaría también con un jardín de invierno, teatro, iglesia, depósitos y establos. Las grandes galerías facilitarían reuniones y la circulación de todos los individuos. Otros sectores estarían destinados a la privacidad de los departamentos. Está regulado por un minucioso código de la edificación que define distancias entre las unidades habitacionales en relación con las alturas, las anchuras de las calles y las formas de los tejados. Su propuesta de armonía no permite la construcción de casas pequeñas, sino solo casas colectivas que favorecerían la concentración de los servicios y de las relaciones. Cada familia viviría en su propio apartamento, y utilizaría los restaurantes y salones comunes. Los pisos tendrían dimensiones distintas dependiendo de las necesidades y los gustos, así como diferencias económicas entre las distintas familias.
Fourier no defiende la igualdad económica total, ni tampoco se opone al capitalismo, sino que, al contrario, ve la posibilidad de que el capitalista que estuviera dispuesto a invertir en la realización del Falansterio se convirtiera en un dirigente a quien se le intentaría modificar su forma de pensar. Por otra parte, según su análisis, la principal causa del conflicto social en las ciudades era la pobreza, y no la desigualdad económica-cultural. Por lo tanto, si se garantizaban las necesidades mínimas de todos, incluyendo a los menos pudientes, la sociedad viviría en equilibrio, aún habiendo diferencias de clases.

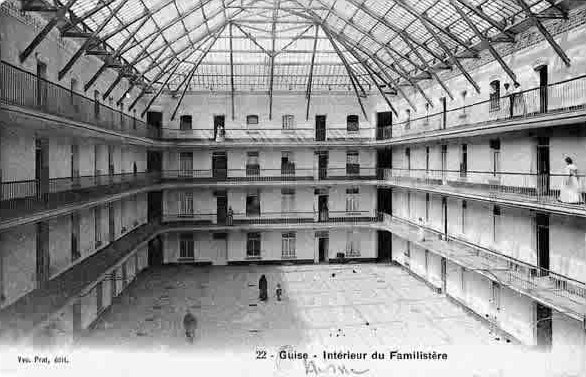
Interior del falansterio de Guisa (Francia).

## Repercusiones
En los años posteriores, hubo varios intentos de poner en práctica el estilo de vida planteado por el Falansterio, en particular el caso del Familisterio en Guisa.
El Familisterio fue un experimento de vivienda social creado por Jean-Baptiste Godin, construido en Guisa entre 1859 y 1876. Su creación estuvo inspirada en la propuesta de Fourier, pero tomando ciertas libertades arquitectónicas y sociales. El palais social de Godin se conforma por tres bloques de viviendas, cada uno cuenta con un patio central con cubierta de vidrio, siendo este el espacio colectivo que reemplaza las rues intérieures del Falansterio.
Este proyecto presentaba una propuesta más realista del cooperativismo, lo que permitió materializarlo y mantenerlo activo hasta la actualidad.
Además, hubo otro intento de crear un falansterio en España, promovido por Joaquín Abreu en Tempul, próximo a Jerez de la Frontera.
En Europa la importancia del fourierismo declinó rápidamente, pero en Norteamérica tuvo una buena acogida y gozó de cierto prestigio intelectual. La idea de una forma de vida cooperativa resultó atractiva para mucha gente en una época de depresión económica. En poco tiempo se crearon entre 40 y 50 falansterios, aunque solo tres sobrevivieron más de dos años. El más exitoso fue el llamado North American, que se disolvió después de un aparatoso incendio que acabó con sus bienes. Como en el caso de las comunidades owenitas, el fracaso de estos falansterios, más allá de sus dificultades intrínsecas, se debió a su rápido crecimiento, que atrajo en poco tiempo a gran cantidad de personas poco preparadas y aún menos comprometidas.
En la República Argentina, Jean Joseph Durandó estableció en 1857 un falansterio en terrenos donados por el hacendado Luis Hugues, en lo que se llamó Colonia Hugues, cerca de Colón, provincia de Entre Ríos. La formaban 530 inmigrantes suizos, saboyanos y alemanes. Durandó, un personaje con gran poder de sugestión y penetración psicológica que había nacido en el cantón de Valais, logró una comunidad rural con adelantos tecnológicos y autosuficiente hasta su muerte en 1916, derrumbándose posteriormente. A partir de 1920 lo formaron 790 inmigrantes, todos ellos europeos.[cita requerida]
Fue el modelo en el que se inspiraron las comunidades hippies y los kibutz, que desarrollaron un modo de vida comunal que atrajo el interés de la opinión pública mundial.

## Crítica
Mario Vargas Llosa cuestiona la posibilidad de una organización tan libérrima, teniendo en cuenta los fracasos de intentos, y plantea la posibilidad de que, llevado a la práctica, la "revolución falansteriana" podría haber degenerado en anarquía o en un sistema represor, que hubiera sido el único capaz de evitar su disolución.
Según Friedrich Engels, uno de los puntos débiles de los utopistas era desarrollar propuestas detallando hasta el más mínimo de los aspectos, pero sin lograr explicar cómo llevar el proyecto a la realidad. Este fue el caso de Fourier, que en su descripción del Falansterio no deja nada librado al azar, especificando lo referido a la arquitectura, el mobiliario, la indumentaria, los horarios destinados a cada actividad, entre otras, pero no logra aclarar muy bien cómo se podría poner en práctica el modelo. Es tal vez ese uno de los motivos por el cual no llegó a materializarse.
Además, Engels criticó el carácter anti-urbano de esta y otras utopías por su abstracción de la realidad, porque, por un lado, se situaban fuera de la ciudad y eran sistemas completamente autónomos que no se relacionaban con lo existente. Por otro lado, Fourier no dejaba margen para el libre crecimiento de estos asentamientos, porque la única forma posible de desarrollarse una vez alcanzada la fase armónica sería solo a través de la repetición del organismo elemental, la Falange. Además, esta propuesta no beneficiaba directamente al proletariado como clase social ni representaba en particular los intereses de esta clase, sino que se dirigía de forma muy general a la totalidad de la humanidad. También acusaba que estos experimentos utópicos eran financiados por burgueses.